# Nissa la Bella
Nissa la Bella (oks. pisownia klasyczna: Niça la Bèla, pol. Piękna Nicea) – nieoficjalny hymn Nicei.

## Informacje
Hymn Nicei powstał na początku XX wieku. Jego autorem jest Menica Rondelly (Francesco-Domenico Rondelly, 1854–1935), poeta i obrońca kultury nicejskiej. Słowa napisał w 1903 roku. Pierwotny tytuł A la mieu bella Nissa (pol. O moja piękna Niceo) został zmieniony na obecny w 1906 roku. Muzykę skomponował w roku 1912.
Tekst napisany jest w nissardzie, czyli subdialekcie nicejskim dialektu prowansalskiego, języka oksytańskiego. Nissarda to rdzenny etnolekt mieszkańców Nicei, obecnie o ograniczonym zasięgu w wyniku francyzacji.
Hymn jest popularny w mieście i jego okolicy (Pays de Nice), nawiązującej do tradycji Hrabstwa Nicei, w związku z czym nazywany też bywa "Hymnem Hrabstwa Nicei".
Śpiewany jest podczas meczów drużyny OGC Nice.

## Tekst
| Klasyczny zapis oksytański | Zapis oryginalny | Tłumaczenie polskie |
| Niça la bèla | Nissa la bella | Piękna Nicea |
| --- | --- | --- |
| Viva, viva, Niça la Bèla 1 zwrotka Ò la mieu bèla Niça Regina de li flors Li tieus vielhi teulissas Ieu canterai totjorn. Canterai li montanhas Lu tieus tant rics decòrs Li tieus verdi campanhas Lo tieu gran soleu d'òr [d'aur]. refren Totjorn ieu canterai Sota li tieus tonèlas La tieu mar d’azur Lo tieu cièl [cèu] pur E totjorn griderai En la mieu ritornèla Viva, viva, Niça la Bèla 2 zwrotka Canti la capelina La ròsa e lo lillà Lo Pòrt e la Marina Palhon, Mascoinà! Canti la sofieta Dont naisson li cançons Lo fus, la colonheta, La mieu bèla Nanon. 3 zwrotka Canti li nòstri glòrias L’antic e bèu calen Dau donjon li victòrias L’odor dau tieu primtemps! Canti lo vielh Sincaire Lo tieu blanc drapèu Pi lo brèç de ma maire Dau monde, lo plus bèu. | Viva, viva, Nissa la Bella 1 zwrotka O la miéu bella Nissa Regina de li flou Li tiéu vielhi taulissa Iéu canterai toujou. Canterai li mountagna Lu tiéu tant ric decor Li tiéu verdi campagna Lou tiéu gran soulèu d'or. refren Toujou iéu canterai Souta li tiéu tounella La tiéu mar d’azur Lou tiéu cièl pur E toujou griderai En la miéu ritournella Viva, viva, Nissa la Bella. 2 zwrotka Canti la capelina La rosa e lou lilà Lou Pouòrt e la Marina Paioun, Mascouinà! Canti la soufieta Doun naisson li cansoun Lou fus, la coulougneta, La miéu bella Nanoun. 3 zwrotka Canti li nouòstri gloria L’antic e bèu calèn Dòu doungioun li vitoria L’oudou dòu tiéu printemp! Canti lou vielh Sincaire Lou tiéu blanc drapèu Pi lou brès de ma maire Dòu mounde lou plus bèu. | Niech żyje Piękna Nicea 1 zwrotka O moja piękna Niceo Królowo kwiatów Twoje stare dachy Zawsze będę opiewał. Opiewam góry Twoje bogate krajobrazy Twoje zielone tereny Twoje wielkie, złote słońce. refren Zawsze będę opiewał Pod twoimi altanami Twoje morze lazurowe Twoje czyste niebo I zawsze będę głosił W moim refrenie: Niech żyje Piękna Nicea. 2 zwrotka Opiewam [nicejski] kapelusz Różę i lilie Port i Marinę Paillon, [ul.] Mascouinà! Opiewam mansardę Gdzie rodzą się piosenki Wrzeciono, kądziel Moją piękną Nanon. 3 zwrotka Opiewam naszą chwałę Starą i piękną latarnię Zwycięski donżon Zapach twojej wiosny! Opiewam stary bastion Sincaire Twoją białą flagę I kołyskę mojej matki Najpiękniejszej na świecie. |